# Abderrahmane Bechlagheme
Abderrahmane Bechlagheme (6 de juliol de 1995) és un ciclista algerià professional des del 2014.

## Palmarès
- 2012
  - Campió d'Àfrica júnior en ruta
  - Campió d'Àfrica júnior en contrarellotge
  - Campió àrab júnior en ruta
- 2013
  - Campió àrab júnior en ruta